# Vriesea minuta
Vriesea minuta är en gräsväxtart som beskrevs av Elton Martinez Carvalho Leme. Vriesea minuta ingår i släktet Vriesea och familjen Bromeliaceae. Inga underarter finns listade i Catalogue of Life.